# Station Mont-Notre-Dame
Station Mont-Notre-Dame is een spoorwegstation in de Franse gemeente Mont-Notre-Dame, op de lijn Trilport - Bazoches.
Het wordt bediend door treinen van de TER Picardie en van de TER Champagne-Ardenne.